# Waco CG-4

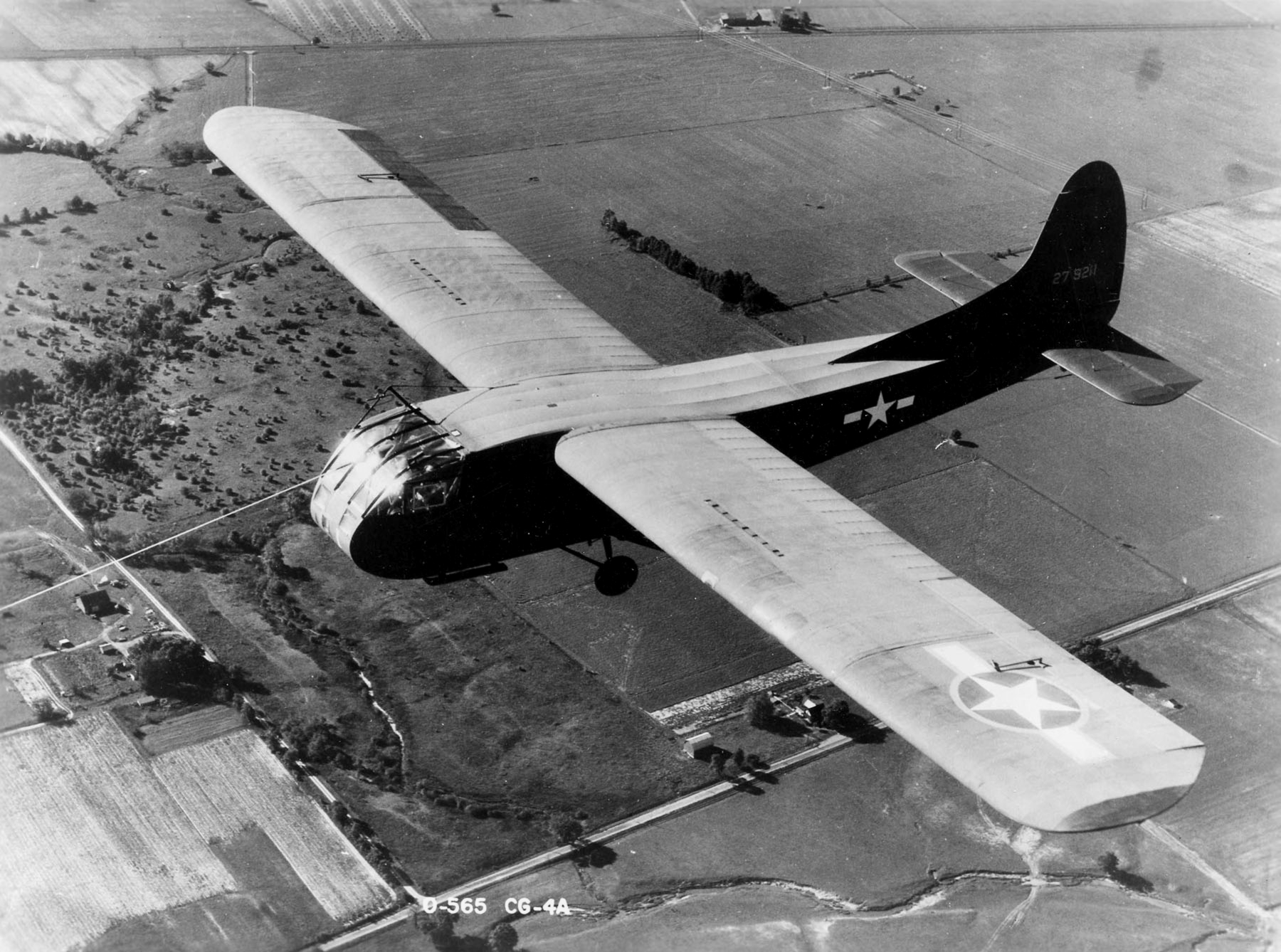
Een CG-4A van de USAF

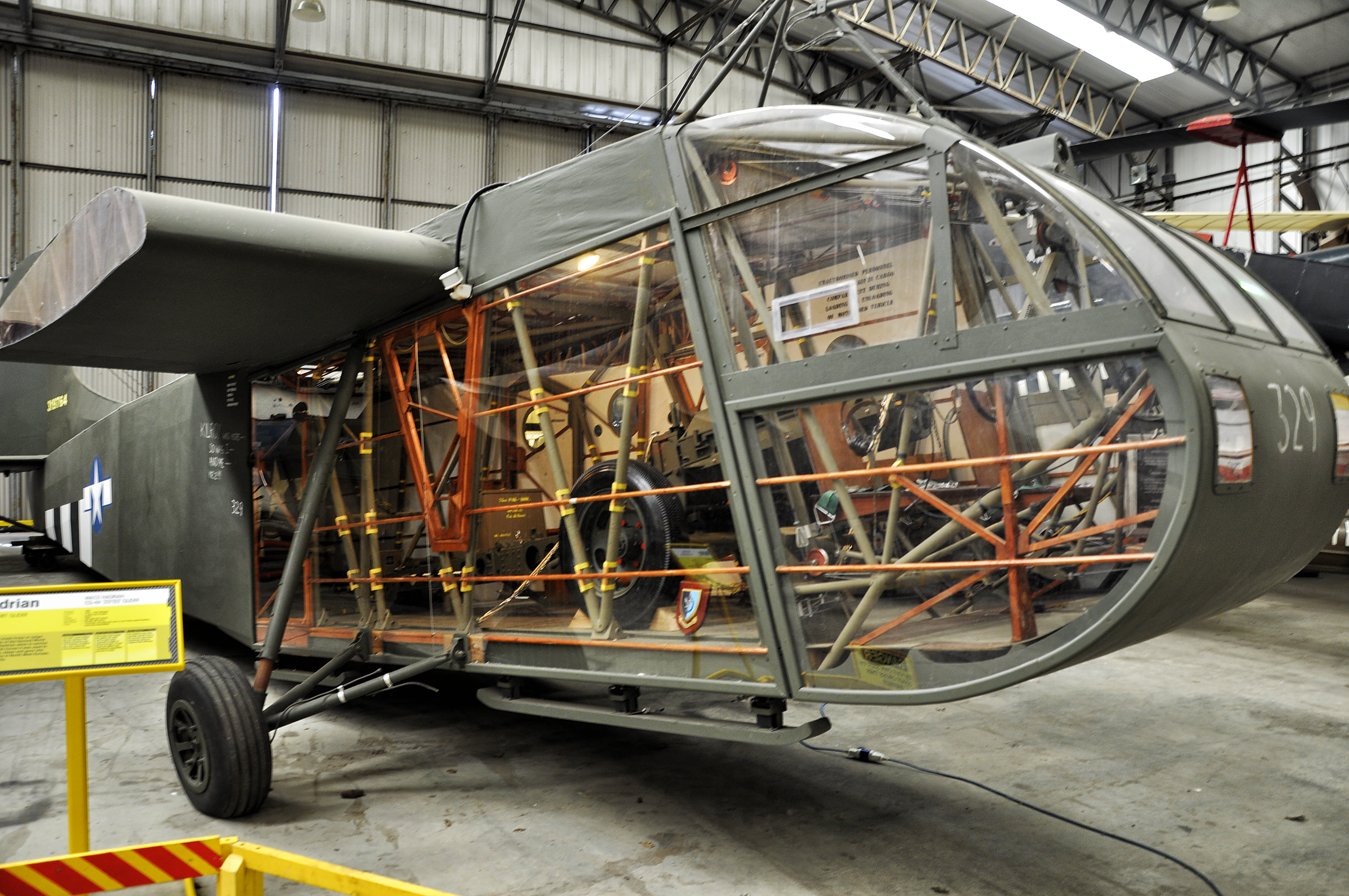
Replica vanaf een origineel frame in het Yorkshire Air Museum

De Waco CG-4 is een Amerikaans militair zweefvliegtuig dat tijdens de Tweede Wereldoorlog veelvuldig is ingezet, onder andere tijdens Operatie Overlord en Operatie Market Garden. Het toestel werd vanaf mei 1942 in de Verenigde Staten gebouwd door de Waco Aircraft Company. Er zijn meer dan 13.900 toestellen gebouwd, waarvan veel bij de eerste inzet verloren gegaan zijn. Het was trouwens niet de bedoeling om ze te recupereren en opnieuw in te zetten. In Engelse dienst werden ze Hadrian glider genoemd. Dit zweefvliegtuig werd ingezet in Noordwest-Europa, Italië en Birma.
Het toestel bestond uit een frame van metaal en multiplex, overtrokken met canvas. De bemanning bestond uit een piloot en een copiloot. In het vliegtuig was plaats voor dertien  soldaten en hun uitrusting, of voor een jeep, een houwitser, of een aanhanger met goederen. De voertuigen werden ingeladen door het naar boven scharnierende voorste deel van het toestel op te klappen. Het landingsgestel bestond uit drie kleine, niet-inklapbare wielen: twee aan weerszijden van de romp en een draaibaar staartwiel. Als trekvliegtuig werd meestal de C-47 gebruikt.
Het gebruik van zweefvliegtuigen voor luchtlandingen heeft veel voordelen: de toestellen zijn snel en goedkoop in grote aantallen te maken, de bemanning is snel opgeleid en de inzet is nagenoeg geruisloos zodra de trekkende toestellen zijn losgekoppeld.
Een aantal toestellen zijn bewaard gebleven en in musea te zien. In Nederland heeft het Museum Bevrijdende Vleugels een grotendeels intact exemplaar.

## Specificaties
- Type: CG-4A
- Lengte: 14,8 m
- Spanwijdte: 25,5 m
- Hoogte: 4,7 m
- Vleugeloppervlak: 83,6 m²
- Leeggewicht: 1769 kg
- Startgewicht: 3402 kg

WACO CG-4A tekening met 3 aanzichten

- Maximaal startgewicht (in noodgeval): 4082 kg

Prestaties
- Maximumsnelheid: 240 km/u
- Kruissnelheid: 117 km/u
- Overtreksnelheid: 79 km/u (bij 3400 kg)
- Glijhoek: 12:1
- Daalsnelheid: 2 m/s bij 96 km/u
- Rolbaan bij landing: 244-910 m (afhankelijk van de belading)